# Воронівка (Дніпровський район)
Вороні́вка (Матлашево, Матлашевка, Ворона, Вільний Шлях)  — село в Україні, у Любимівській сільській громаді Дніпровського району Дніпропетровської області. Але досі село називають Матлашево, що походить від прізвища Андрія Михайловича Миклашевського, який володів цим селом.
Населення за переписом 2001 року становить 240 осіб.

## Географія
Село Воронівка розташоване на лівому березі річки Дніпро в місці впадання в неї річки Ворона, яка утворює довгу затоку, вище за течією на відстані 2 км розташоване село Діброва, нижче за течією на протилежному березі річки Ворона розташоване село Грушувато-Криничне (Синельниківський район), на протилежному березі — село Звонецьке.
Нижче річки Вороної простягся серед Дніпра Піскуватий острів.

## Археологія
Біля села виявлено сліди поселень епохи пізнього палеоліту (40-16 тис. років тому), могильник епохи неоліту (IV тисячоліття до Р. Х.), поселення і кургани епохи бронзи (III—I тисячоліття до Р. Х.).
У селі жила і працювала Анастасія Андріївна Карцова( уроджена Маклашевська) - перша жінка-археолог, яка вела самостійні археологічні розкопки в Україні. Дочка місцевих поміщиків Марії та Андрія Маклашевських, вона розкопувала кургани,  заохочена своїм батьком археологом-любителем Андрієм Маклашевським. Останній запрошував у тодішнє село Ворона відомих археологов: Дмитра Самоквасова, Дмитра Яворницького та інших. Саме тут 1884-го року перед поїздкою на Всеросійський археологічний з'їзд у Одесі, провів успішні дослідження 29-тирічний Д.Яворницький. Цю тему грунтовно дослідив письменник-краєзнавець Микола Чабан. http://porohy.org/history/anastasiya-kartsova-myklashevska-zhinka-arheolog-rodom-z-porogiv/ [Архівовано 21 вересня 2020 у Wayback Machine.]

## Історія

### XVII століття
1687 року тут через річку Ворону переходило московське військо, яке пересувалось на Крим під керівництвом князя Василя Голіцина. Вкупі з росіянами йшли також і українські козаки, на чолі яких у той час стояв гетьман Іван Самойлович, а також і запорізькі козаки з кошовим отаманом Филоном Лихопоєм.

### XVIII століття
У районі села, на лівобережжі Дніпра коло Звонецького порогу донський отаман Кіндрат Булавін з кошем заснували фортецю на зразок Січі. Раніше, до весни 1708 року, Запорозька Січ дозволила йому отаборитися у Кодаці й приймати добровольців. З фортеці у Звонецького порогу Булавін відсилав свої універсали із закликами до повстання, що незабаром охопило Верхньоломовський й Нижньоломовський повіти Азовської губернії (сучасна Пензенська область), Південно-Східну та Слобідську Україну
1736 року, за часи війни Росії з Кримом та з Туреччиною, тут зроблено «от россіян ретраншемент з редутами».
«Руське військо, під проводом фельдмаршала князя Мініха, далі йшло вздовж Дніпра або ж недалеко від цієї річки до Кам'яного Затону. Граф Мініх зберігав вільні зносини з Україною таким порядком: як тільки військо відступало на деяку відстань за російську межу, він казав на такій же відстані робити невеликі земляні шанці так, щоб місцевість що до дров та води дозволяла одна од одної не більше одної-двох миль. В кожному з таких шанців лишали одного чина та 10–12 чоловіка ратників або драгунів та із тридцять чоловіка козаків, а великих — 400—500 чоловіка строєвого війська та стільки ж козаків під командуванням штаб-офіцера. Це розсипане військо мусило проводжати гінців, запасатись сіном; самі кріпості дуже корисні були для обозів, які йшли за військом: тут обози були безпечні від ворожого нападу; тут вони й спинялись для нічлігу».
На схід од села, коло правого берега річки Вороної, є рештки земляних валів якоїсь кріпости, ймовірно, тієї саме, яку робило російсько-козацьке військо року 1736.
Після скасування Запорізької Січи коло річки Вороної 1776 року дано було «в найм из пустих и никем не занятых земель 3 тисячі десятин секунд-майору Федору Наковальнику», починаючи од гирла річки Вороної праворуч і далі вгору по Дніпру до балки, яка підходить до Лоханського порога, та по тій же балці ліворуч у степ, «с обязательством заселить землю выведенными из незапрещенных мест людьми и с платежем в год за каждую десятину по пяти денег».
Після того, коли внучка секунд-майора Наковальника одружилась з паном Андрієм Миклашевським з Біленького і той Миклашевський став за володаря Вороного, село стало зватись у народа Матлашево.
Станом на 1787 рік у селі Ворона проживало 88 чоловік і 72 жінки, було 3500 десятин придатної землі та 1187 десятин невжитків.
у 1797 року побудовано Свято-Успенську церкву в стилі лиманської архітектурної школи. До нашого часу церква не збереглась.

### XIX століття
Станом на 1859 рік в селі налічувалось 60 двір і проживало 419 людей (199 чоловіків і 220 жінок). Була пристань.

### XX століття
Станом на 1908 рік там налічувалось 181 двір і проживало 1121 людей (606 чоловіків і 515 жінок).

## Населення

### Мова
Розподіл населення за рідною мовою за даними перепису 2001 року:
| Мова                | Відсоток |
| ------------------- | -------- |
| українська          | 86,3%    |
| російська           | 9,2%     |
| інші/не визначилися | 4,5%     |

## Інтернет-посилання
- Погода в селі Воронівка [Архівовано 20 грудня 2011 у Wayback Machine.]